# Siebnach
Siebnach is een plaats in de Duitse gemeente Ettringen, deelstaat Beieren, en telt 620 inwoners.